# بشامة بن عمرو
بشامة بن الغدير أو بشامة بن عمرو شاعر عربي من قبل الإسلام، خال زهير بن أبي سلمى الشاعر المعروف، كما كان بشامة معروفاً برجاحة عقله في قومه، وكان من شعراء غطفان المعدودين.

## نسبه
هو بشامة بن عمرو بن هلال بن وائلة بن سهم بن مرة بن عوف الغطفاني. وأما «الغدير» فلقب أبيه.

## من شعره
أورد له صاحب المفضليات قصيدتين؛ لامية وعينية.
ومن شعره: